# Alfa Romeo Kamal
Pour les articles homonymes, voir Kamal.
L'Alfa Romeo Kamal est un prototype automobile « concept-car » dévoilé en 2002 au Salon de Genève. 
Ce concept-car inspirait la ligne d'un SUV compact d'Alfa Romeo et était censé sortir en 2010 pour permettre à Alfa Romeo de mieux pénétrer sur le marché américain. 
Maintes fois reporté, le lancement de ce modèle avait été annoncé à plusieurs reprises. Lors du Salon de Francfort 2010, Harald Wester avait présenté un plan produit faisant état d'un commercialisation d'un SUV dans la gamme Alfa Romeo avant 2014.  
Le Kamal utilisait la plateforme de l'Alfa Romeo 159. L'objectif d'Alfa Romeo avec ce concept était de concurrencer les BMW X3, Mercedes GLK, Volvo XC60 ou encore Audi Q5.
Mais la Kamal est venue enrichir en 2011 le Museo Storico d'Alfa Romeo, le musée où se retrouve les concepts cars qui ne sont restés que des concepts.